# Latifrons
Latifrons es un género de arañas cangrejo de la familia Thomisidae. Contiene una sola especie, Latifrons picta. La especie fue descrita por Kulczyński en 1911.

## Distribución
Se distribuye por Oceanía: Nueva Guinea.